# Sylwia Chruścicka
Sylwia Chruścicka (ur. 15 marca 1984) – polska judoczka.
Była zawodniczka klubów: KL Koka Jastrzębie-Zdrój (1997-2004), TS Gwardia Opole (2006-2007). Dwukrotna medalistka mistrzostw Polski seniorek w kategorii do 52 kg (srebro w 2002 i brąz w 2001). Ponadto m.in. trzykrotna mistrzyni Polski juniorek (2001, 2002, 2003).